# Дудіно (Калінінський район)
Дудіно (рос. Дудино) — присілок в Калінінському районі Тверської області Російської Федерації.
Населення становить 18 осіб. Входить до складу муніципального утворення Тургиновське сільське поселення.

## Історія
Від 2005 року входить до складу муніципального утворення Тургиновське сільське поселення.

## Населення
| 1859 | 1886 | 2002 | 2010 |
| ---- | ---- | ---- | ---- |
| 94   | ↘79  | ↘13  | ↗18  |